# Creedence Clearwater Revival
Creedence Clearwater Revival (рус. Криденс клиэруотер ривайвал; сокращённо CCR, часто Creedence) — американская рок-группа, которая записывалась и выступала с 1959 по 1972 годы под разными названиями, прежде чем в 1967 году остановилась на Creedence Clearwater Revival. В ранних песнях («Born On The Bayou» и др.) CCR создали своего рода легенду «простых парней со старого доброго американского Юга», которой соответствовали преднамеренно смазанное произношение вокалиста Джона Фогерти и сценический образ музыкантов. В общем ряду групп «классического рока» ансамбль, кроме того, выделялся внешне простыми, но мастерски стилизованными текстами, насыщенными социальными наблюдениями и политическими заявлениями, в частности — о вьетнамской войне («Fortunate Son», «Run Through The Jungle»). В музыкальном стиле они охватывали рутс-рок, свомп-рок, блюз-рок, сатерн-рок, кантри-рок и голубоглазый соул.
Creedence Clearwater Revival выпустили семь студийных альбомов; все они становились хитами в США и Великобритании. Группа продала во всём мире более 120 миллионов копий альбомов; их пластинки продолжают расходиться в среднем двухмиллионным тиражом в год. Только в США группа продала более 26 миллионов копий альбомов.
14 синглов CCR поднимались в первую двадцатку списка Billboard Hot 100 (7 из них поднимались до 2). В Британии сингл «Bad Moon Rising» (1969) возглавил UK Singles Chart; пять других также входили в Top 20. В 1993 году CCR были введены в зал славы рок-н-ролла.

## История группы
История Creedence Clearwater Revival началась в Эль-Серрито, пригороде Сан-Франциско, где Джон Фогерти (незадолго до этого самостоятельно научившийся играть на гитаре) и Дуг Клиффорд (ударные) образовали в 1959 году состав под названием The Blue Velvets, куда вскоре вошёл Стю Кук (фортепиано). Все трое учились в Эль-Серрито и были школьными друзьями. К концу года группа стала играть на местных ярмарках и вечеринках, а также появляться в местных записывающих студиях, где изредка аккомпанировала относительно известным музыкантам.
В том же 1959 году Джон, Стю и Дуг осуществили свою первую профессиональную запись в качестве аккомпанирующей группы Джеймса Пауэлла (англ. James Powell), чернокожего исполнителя из Ричмонда (штат Калифорния). Пластинка (в стиле ду-воп) под названием «Beverly Angel» была выпущена небольшим лейблом Christy Records и, по воспоминаниям Джона Фогерти, «…звучала на местной R&B-станции, кажется, KWBR, кажется, около трёх недель».
В те же дни Том Фогерти, старший брат Джона, уже гастролировал по местным залам и барам в составе группы The Playboys. Его вокал произвёл впечатление на участников Spider Webb and the Insects, одной из самых известных местных команд, и они пригласили его присоединиться к составу. По воспоминаниям очевидцев, особенно ему удавалась версия «Do You Wanna Dance» Бобби Фримана, которая вызывала истерику в зале. Временами Том принимал участие и в концертах группы младшего брата.

### Tommy Fogerty and The Blue Velvets
Spider Webb and The Insects распались в 1959 году, и Том попросил Джона и его группу (незадолго до этого записавшихся с Пауэллом) помочь ему подготовить демоплёнку. Друзьям и знакомым запись понравилась, однако известные артисты (в числе которых был Пэт Бун) неизменно возвращали плёнки с соответствующими отписками. Том, не желая расставаться с рок-амбициями (хотя к этому времени был женат и работал на местном мусорообрабатывающем предприятии) убедил участников Blue Velvets в том, что может стать полезным участником коллектива — поскольку был на 4 года их старше и приобрёл известность в местных клубах и учебных заведениях. К осени 1960 года Tommy Fogerty and the Blue Velvets с почти полностью инструментальным репертуаром вышли на гастроли — по всё тем же, хорошо знакомым То́му «точкам» северной Калифорнии.
При этом группа продолжала записывать и рассылать демоплёнки. В 1961 году небольшая записывающая компания Orchestra Records решила выпустить две композиции братьев Фогерти: «Come On Baby» и «Oh! My Love». Месяц спустя синглом вышла ещё пара их песен: «Have You Ever Been Lonely»/«Bonita», а в июне 1962 года — «Yes You Did»/«Now You’re Not Mine». Сорокапятка распродавалась ещё хуже, чем две предыдущих, и стала последней в истории коллектива под этим названием Tommy Fogerty and The Blue Velvets.

### The Golliwogs
В 1963 году джазмен Винс Гуральди (англ. Vince Guaraldi) выпустил сингл «Cast Your Fate To The Wind», который стал национальным хитом, что с джазовыми инструментальными композициями случалось крайне редко. Узнав (из телепрограммы PBS «Anatomy of a Hit») что такого успеха добилась местная Fantasy Records, независимая звукозаписывающая компания, ориентировавшаяся на джаз, братья Фогерти в 1964 году отправили туда свои инструментальные записи в надежде, что они будут проданы Гуральди. Один из основателей Fantasy Макс Вайсс (англ. Max Weiss) пришёл в восторг от энергичности молодой группы и подписал c ней контракт (включив не в джаз- а в рок-каталог), предложив изменить название Blue Velvets (которое показалось ему старомодным) — на The Visions. Группа выпустила под этой вывеской сингл «Little Girl (Does Your Mama Know)»/«Don’t Tell Me No Lies», но поскольку к этому времени уже вовсю бушевала битломания, Вайсс самовольно переименовал состав «в духе мерсибита» — в The Golliwogs (в честь популярного персонажа детской литературы).
К этому времени роли в составе поменялись: Стю Кук с фортепиано переключился на бас-гитару, Том Фогерти стал ритм-гитаристом, а Джон начал писать собственные песни и, главное, взял на себя роль ведущего вокалиста. «Я пел неплохо, но у Джона был уникальный тембр», — вспоминал Том. Все эти перемены получили развитие, в основном, на концертах группы в баре The Monkey Inn (в Беркли): это заведение сыграло немаловажную роль в становлении группы.
Том Фогерти уже пятый год работал в компании PG&E, Стю и Дуг учились в колледже в Сан-Хосе, Джон устроился клерком в транспортный отдел Fantasy Records. Квартет репетировал по вечерам, а по уик-эндам выходил на сцену. Работа позволяла Джону Фогерти использовать профессиональную студию, чтобы отрабатывать как технику игры на гитаре, так и мастерство автора-песенника. Над последним аспектом своего творчества он работал, возможно, даже слишком усердно, потому что позже называл композиции Golliwogs «очень надуманными». «Что бы ни приходило в голову, я впихивал в песню», — вспоминал он. При этом почти весь материал Golliwogs Джон писал вместе с Томом: они работали под авторскими псевдонимами — соответственно, Рэнн Вайлд (англ. Rann Wild) и Тоби Грин (англ. Toby Green). 4 сентября 1965 года Fantasy перевёл группу на лейбл Scorpio Records, где выпускался исключительно рок-материал:28.
В октябре 1965 году Golliwogs записали песню «Brown Eyed Girl» (не имевшей ничего общего с композицией Вэна Моррисона): она принесла группе относительный успех, поскольку тираж впервые перевалил за 10-тысячную отметку. Однако последовавший затем сингл с композицией Тома Фогерти «Walk on the Water» не произвел ни малейшего резонанса. Позже перезаписанная версия была включена в первый альбом Creedence Clearwater Revival и только тогда была замечена рецензентами. В общей сложности Golliwogs выпустили семь синглов, ни один из которых не имел успеха. Группа, тем не менее, упорствовала в своём затянувшемся начинании: одни и те же клубы и бары она обрабатывала в течение трёх лет. Тем временем Дуг Клиффорд бросил колледж и поступил на работу. Отец Стю Кука, заканчивавшего колледж, настаивал на том, чтобы сын начинал готовиться к поступлению на юридический факультет.
В 1966 году Джон Фогерти и Дуг Клиффорд получили повестки и как резервисты отправились служить: Фогерти — в Сухопутные войска, Клиффорд — в Береговую охрану. На протяжении шести месяцев, пока они проходили активную службу, группа не выступала. Джон позже признавался, что пребывал в таком унынии, что не брался за гитару, мечтая лишь о демобилизации:30.
К лету 1967 года участникам группы пришлось делать трудный выбор. Они решили продолжить музыкальную деятельность. Стю продал машину, которую отец подарил ему в день получения диплома. На пару с Дугом Клиффордом он снял коттеджик, где группа могла отдыхать и репетировать. Том бросил работу на электроподстанции. Все вчетвером приняли строжайший режим экономии, выплачивая только те долги, за которыми кредиторы приходили вооружёнными. К осени 1967 года положение квартета стало бедственным:32.

## Creedence Clearwater Revival
Руководившие лейблом Fantasy братья Вайссы в бизнесе звукозаписи пребывали уже около двадцати лет, и теперь решили выйти из него с наименьшими затратами. Узнав об этом, коммивояжёр Сол Зэнц, работавший в Fantasy с 1955 года, собрав группу инвесторов, купил лейбл. Фогерти, будучи клерком транспортного отдела, не просто хорошо знал Зэнца, но и имел с ним дружеские отношения. Зэнц внимательно следил за развитием музыкальной сцены Сан-Франциско, расцветом андеграунд-радио и ростом популярности залов, вроде Filmore, где выступали восходящие звезды рок-психоделии Grateful Dead и The Great Society (вскоре превратившиеся в Jefferson Airplane). Зэнц сообщил участникам Golliwogs, что группа в целом ему нравится, но должна будет многое в себе изменить.
Первым делом квартет решил сменить название. Рассмотрев разные варианты («Muddy Rabbit», «Gossamer Wump», «Creedence Nuball and the Ruby»), музыканты остановились на словосочетании, каждый элемент которого не имел отношения к двум другим, но был частью своего рода символической формулы. Слово «Creedence» (от имени подруги Тома Фогерти по имени Криденс Ньюболл) по замыслу музыкантов несло в себе заряд позитивной энергии, вызывало ассоциации с надёжностью и цельностью. Слово «Clearwater» первоначально было заимствовано из рекламы пива (Olympia Beer), но при этом оно резонировало с движением в защиту природы, которое набирало в то время силу и имело поддержку в среде хиппи. Слово «Revival» формулировало главную цель группы, которая, после четырёх лет существования нуждалась в перерождении. «Самой важной частью названия было именно слово Revival», — говорил Джон Фогерти. Впервые как Creedence Clearwater Revival квартет выступил на рождественском концерте в конце 1967 года. По другим данным название CCR они взяли в январе 1968 года. Джон, однако, с псевдонимами на этом не покончил: автором (перевыпущенного) «Porterville» значился T. Spicebush Swallowtail:40.
Группа подписала с Fantasy семилетний контракт, стандартный по тем временам, но кабальный по отношению к музыкантам, юридически превращавшихся в «работников компании», которая получала право увольнять их по любому поводу. При этом неясно было, сколько конкретно материала группа обязуется представить работодателям, поскольку эта цифра в соответствии со специальной формулой менялась (как правило, в сторону повышения) в зависимости от текущего вклада группы:38.

### «Suzie Q»
Под новым названием квартет перевыпустил сингл «Porterville» и отправился в студию записывать первый альбом. В числе подготовленных треков была расширенная версия одной из центральных вещей их концертного репертуара: «Suzie Q», композиция Дейла Хокинса (англ. en:Dale Hawkins), написанная в 1957 году, позже вошедшая в саундтрек «Апокалипсис сегодня». Песня зазвучала на местном радио задолго до того, как альбом поступил в продажу. Первой отреагировала на новую группу радиостанция KMPX, выпустившая в эфир плёнки, принесённые самими участниками ансамбля. Помог здесь и тот факт, что CCR поддержали забастовку радиоведущих и выступили на благотворительном концерте.
Постепенно CCR стали приглашать на концерты чаще; группа получила статус резидентов в клубе Deno-Carlo, в Норт Бич. Постепенно на её концерты стала стекаться публика, разочарованная общим направлением местной психоделии и находившая здесь свежую альтернативу тенденции. При этом Стю Кук рассказывал, что в Сан-Франциско они почти всегда играли бесплатно, выезжая на заработок за пределы города. Однажды их услышал в Дено-Карло Сол Зэнц, и тут же предложил: «По-моему, вам, парни, пора записывать альбом»:41.
Затем по настоятельной просьбе Зэнца группа (сначала отреагировав неохотно) дала успешный концерт в переполненном зале лос-анджелесского клуба The Cheetah, куда прибыли некоторые влиятельные фигуры местного поп-бизнеса. Билл Дрейк, один из самых влиятельных людей в сфере поп-радио того времени, услышал «Suzie Q», сообщил Зэнцу, что ему песня нравится, и предложил всем своим подопечным её раскрутить, прежде всего в чикагском эфире:48.
Сингл «Suzie Q», вышедший в августе 1968 года, к концу сентября поднялся до 11-го места в хит-параде. Но при этом участники группы все ещё не имели возможности не только выезжать на гастроли, но и вообще отдаляться от дома. Дуг и Джон всё ещё обязаны были один уик-энд в месяц проводить в лагере резервистов. Это препятствие исчезло лишь год спустя, когда оба демобилизовались, почти одновременно, летом 1968 года. Стю и Том уволились с основных работ и все четверо приступили к многочасовым репетициям, по вечерам играя в местных клубах.

### Дебютный альбом
Номинальным продюсером дебютного альбома группы был Сол Зэнц, но он сразу же установил режим полной свободы, сформулировав парадигму, которой оставался верен впоследствии: «пусть создаёт — созидающий». «В первые дни Зэнц был нам как отец родной. Особенно близки они были с Джоном», — вспоминал Стю Кук. Первый альбом был записан за неделю и всего за $5.000. Как вспоминал Джон Фогерти, группа приходила в студию, быстро разогревалась, тут же включала аппаратуру и записывала песню с 2-3 заходов:43.
Альбом Creedence Clearwater Revival вышел в 1968 году и тут же зазвучал на сан-францисских радиостанциях, игравших местный андеграунд. Центральными вещами пластинки были психоделические кавер-версии классических хитов 1950-х годов: «I Put A Spell On You» Скримин' Джей Хокинса и «Susie Q». Вторая из них и стала первым хитом CCR, поднявшись на 11-е место в списке «Биллборда».
В надежде закрепить успех группа отправилась в турне по США и 14 сентября 1968 года дала свой первый концерт в Нью-Йорке (в первом отделении Vanilla Fudge), получив хорошие рецензии местной прессы. Тираж сингла Suzie Q достиг полумиллионной отметки (что было отмечено «полузолотым» банкетом, организованным Зэнцем), но второй сингл «I Put a Spell on You» продавался намного хуже и достиг лишь #58. Дебютный альбом, медленно поднимаясь в списках, застрял на #52:50.

### Bayou Country
Не желая остаться в истории «чудом одного хита» и «вернуться на помывку автомобилей» (эта фраза стала своего рода «лозунгом» Джона Фогерти), CCR приступили к подготовке материала второго альбома. Тон новой пластинке (и во многом всему дальнейшему направлению в развитии группы) задала композиция «Born on the Bayou», за которой последовала «Proud Mary». «Как только я написал её, тотчас понял, что это хит, у меня не было никаких сомнений», — говорил Джон Фогерти:53.
Лето и осень группа провела в репетициях, постоянно отрабатывая новый материал и на концертной сцене (в основном, в «Дено-Карло»), после чего отправилась записывать альбом в лос-анджелесскую RCA Studios. Если продюсером первого альбома номинально значился Зэнц, то здесь Джон Фогерти взял бразды правления в свои руки. При этом именно Джон (а не Стю, имевший юридическое образование) занялся бизнесом. Его прямота и откровенность произвела впечатление на самых влиятельных людей. «Эта группа — самый лучший пример честности в рок-бизнесе из всех, какие мне приходилось встречать», — говорил антрепренёр Билл Грээм:57.
Альбом Bayou Country вышел в январе 1969 года. В звучании по-прежнему преобладало сочетание блюз-рока, рокабилли и ритм-энд-блюза, но при этом (как отмечает рецензент AMG) «…стало ясно, что где-то между первым и вторым альбомом группа обрела свой истинный голос» Два центральных трека альбома, «Born On The Bayou» и «Proud Mary», сформировали основу концертного репертуара группы: ими CCR соответственно начинали и заканчивали концерты. Сингл «Proud Mary» поднялся в США до 2-го места; позже на заглавный трек было сделано более ста кавер-версий, самой известной из которых остаётся хит Тины Тернер 1971 года. «Proud Mary» была остановлена на пути к вершине хитом тин-идола Томми Роу («Dizzy»), но принесла группе первое «золото». Боб Дилан назвал «Proud Mary» лучшим синглом 1969 года:58.
Критика восторженно приняла альбом. В статье для журнала Life, озаглавленной: «Purity, Not Parody, in a Real Rock Revival» («Чистота, а не пародия: вот истинное возрождение рока») профессор Альберт Голдман писал:

Поразительно демонстрируемое ими мастерство общения с языком чёрной культуры. Ещё более сильное впечатление производят скромность и художественная цельность метода, каким они манипулируют элементами чуждой им культурной традиции. Приближаясь к самому плотному ядру рок-музыки, они буквально прожигают тот мусор, что распространяется сегодняшним радио. «Прозрачная вода» — их символ чистоты, и именно чистоты, как ни парадоксально, достигают они, работая с материалом, который чёрен, как чистейшая смола.:59Оригинальный текст (англ.)Amazing is the mastery of the black idiom which… CCR display. Even more impressive is the modesty and the artistic integrity with which they manipulate the alien tradition… holding themselves down to the hard dense core at the heart of rock, they burn through the trash that is being spewed from the radio today. Clear water is their symbol for purity and purity is, paradoxically, what they achieve working with the stuff that is as black as the perfect pitch. — А. Голдман
Стремясь немедленно выпустить третий хит, Джон Фогерти не стал искать его среди песен уже вышедшего альбома, а вызвал группу в студию, чтобы записать две новых вещи. Сингл «Bad Moon Rising» поднялся вновь до #2, но его b-side, '«Lodi» достиг отметки #52, положив начало серии успешных «double-A-sided»-синглов:61.

#### Вудстокский фестиваль
Успех трёх синглов многое изменил в карьере CCR: в американской прессе появились восторженные рецензии, где музыкальные критики отмечали необыкновенную слаженность коллектива, уникальный тембр голоса Джона Фогерти, его сценическую харизму:62. Группа оказалась нарасхват у концертных промоутеров и выступила на крупных фестивалях — в Ньюпорте (Нортридж, Калифорния, 150 тыс. зрителей), Денвере (англ. Denver Pop Festival) и в Атланте, Джорджия (перед 140 тысячами зрителей). Вудстокский фестиваль своим суперзвёздным составом участников был во многом обязан CCR. Дело в том, что промоутеры с самого начала обозначили своё мероприятие как акт «братского единения», в то время, как (по словам Дуга Клиффорда) «все группы, это самое братство проповедовавшие, прежде всего беспокоились о своих чековых книжках»:64. Никто из звёзд не решался объявить об участии — до того момента, как в апреле 1969 года это не сделали первыми Creedence Clearwater Revival, согласившись выступить за $10 000. CCR оказались в числе хедлайнеров фестиваля, но из-за того, что Grateful Dead не уложились в отведённое для них время, вышли на сцену около полуночи, когда большинство зрителей уже спали. Это выступление не было включено ни в фильм, ни в саундтрек, так как Джон Фогерти остался недовольным качеством записанного материала. Сам он так описывал свои впечатления от концерта:
…Первой моей мыслью было: ого! — придётся выступать за группой, которой удалось усыпить полмиллиона человек! Что ж, я играю, я кричу, через три песни вглядываюсь в пространство за юпитерами — три ряда переплетенных тел: все спят. Обдолбались и заснули… Как бы мы ни старались, полмиллиона находились в отключке. Это напоминало сцену из Данте: в преисподней полмиллиона сцепившихся тел, дрыхнут в грязи. А потом наступил момент, который остался в памяти моей на всю жизнь. Где-то за четверть мили от нас, на другой стороне поля, парень чиркает зажигалкой и я слышу в ночи: «Не беспокойся, Джон! Мы с вами!» Остаток шоу я отыграл для этого парня.:64Джон Фогерти

По мнению Стю Кука, сет CCR был классическим. «Мне очень жаль, что многие люди даже не знают, что мы были в числе хедлайнеров», — говорил он:64. А Джон Фогерти впоследствии с сарказмом отзывался — как и о само́м мероприятии, так и обо всём, что ему сопутствовало: 
Поколение Вудстока? — о да, класс. Пятидесятимильная автомобильная пробка. Ни еды, ни воды, ни крыши над головой, негде спать. Льет дождь, все спят в грязи. «Мужик, это было классно! Какой пати! Кого, спрашиваешь, я видел прошлой ночью? Так я же обдолбаный был, — забыл, кого». Оригинальный текст (англ.)The Woodstock generation – yeah, this is great. Fifty mile traffic jam. No food. No water. No sleep. No shelter. Rained on, sleeping in the mud. This is great, man. What a party. Who I was watching last night? I was stoned, I forget». Джон Фогерти

### Green River
Успех почти не изменил образ жизни музыкантов: все они остались в Эль-Серрито, разве что из бедных районов у подножия холма перебрались на возвышенность. У Джона Фогерти (уже имевшего сына Джеффа) родились две дочери, Крис и Джил: семья поселилась в Беркли, на самой вершине. Дуг Клиффорд (с женой Лори и новорожденной дочерью), а также Стю купили дома чуть ниже, на Арлингтон-авеню. Том Фогерти с женой Мартой и двумя детьми поселился в миле от них, на улице Сансет. При этом группа сохранила прежнюю рабочую обстановку, купив заброшенное строение (где прежде находилось промышленное предприятие и компрессор), обустроив здесь для себя офис, репетиционный зал, клуб и спортзал. Музыканты находились в этом здании почти постоянно, репетируя по семь часов в день. Стю Кук (единственный на тот момент холостяк в составе) говорил: «Creedence для меня — это четыре человека, которые все вместе составляют пятого»:68.
Поздней весной 1969 года Creedence Clearwater Revival прибыли на Хайд-стрит в Сан-Франциско и приступили к работе в студии Wally Heider Recording над третьим альбомом Green River. Звукоинженер Расс Гэри вспоминал: «Это была одна из тех немногих групп, которые приезжали на сессию полностью подготовленными к работе. Они работали без устали и очень быстро. Волли Хайдер говорил, что никогда не встречал группы с таким подходом к делу»:69.
Так же, как и во время работы над Bayou Country, группа (за первые два дня работы) записала вживую инструментальный бэкинг-трек, а потом занялась наложением партий вокала. Как и первые два альбома, третий обошёлся CCR менее, чем в $2 000. Однако быстрота в работе не сопровождалась спешкой или неряшливостью. Джон Фогерти (по воспоминаниям того же Гэри) после записи просиживал часами в студии, занимаясь «декоративной» деятельностью, прежде всего, оттачивая собственные гитарные и вокальные партии. Альбом был полностью закончен менее чем за неделю. «Простота всего этого процесса сделала его уникальным»:69, — говорил Расс Гэри.
В Green River, по мнению Дуга Клиффорда, CCR сумели сделать большой шаг вперёд, не изменив себе и своему стилю. Это был, помимо всего прочего, и самый личный альбом для Джона Фогерти: все его тексты были пропитаны ностальгическими воспоминаниями о солнечном детстве и пестрили многочисленными биографическими деталями. Заглавный трек Джон Фогерти считал лучшим на пластинке и называл «водоразделом» всей своей авторской карьеры. «Это была музыка, самая близкая к моему сердцу. У нас были и более популярные альбомы, но этот остаётся моим любимым», — говорил он:70.
Заглавный трек альбома вышел синглом и достиг в списках «Биллборда» вновь лишь #2: подняться выше ему помешал «Sugar Sugar», хит The Archies. Музыкальная критика высоко оценила Green River, в частности, 5 звёзд дал ему рецензент журнала Rolling Stone. Вскоре после того, как стало известно о большом успехе сингла «Bad Moon Rising» в Британии (он вышел там на #1), альбом Green River поднялся на #1 в США, где продержался 3 недели, уступив затем первенство битловскому Abbey Road. Менее чем за три месяца разойдясь миллионным тиражом, в общей сложности он провёл в американских чартах 88 недель:73.
В июне 1969 года группа подписала новый контракт с Fantasy и большую часть средств перевела в King David Distributors Limited, офшорное предприятие на Багамах: этот (впоследствии оказавшийся катастрофическим) проект Зэнца был одобрен юристом Куком-старшим:75.

### Willy and the Poor Boys
К тому времени, когда осенью 1969 году CCR отправились на репетиции, готовить материал для четвёртого студийного альбома, сформировался парадокс: о группе, ставшей за год всемирно известной, на родине никто в сущности ничего не знал. Почти все американцы были уверены, что «Криденс» — группа из южных штатов. Дональд Данн (басист Booker T & the MGs) рассказывал Клиффорду о том, как спорил с приятелями, из какого района Луизианы группа. («Когда я узнал, что вы из Беркли, я сжёг все ваши пластинки!») Значительная часть чернокожего населения была уверена, что участники группы — негры: в гетто о CCR всегда отзывались как о «братьях»:77.
Джон Фогерти ещё более усложнил ситуацию, придумав (в год расцвета моды на концептуальные альбомы) идею вымышленной «южной» группы Willy & the Poor Boys. Работа над альбомом Willy and the Poor Boys началась с записи на первый взгляд малозначительной, но для концепции ключевой вещи «Poorboy Shuffle». Два блюзовых стандарта, включённых в альбом, «Cotton Fields» и «Midnight Special», не только вписались в контекст, но и расширили его границы.

В остальном новый альбом представлял собой сборник острых политических заявлений; особый резонанс имела «Fortunate Son», песня о социальной несправедливости в целом и о ситуации (в частности), когда дети бедных обязаны идти воевать и отдавать свои жизни, а сыновья богатых благодаря деньгам и связям легко укрываются от воинского призыва.
В годы вьетнамской войны выяснилось, что есть люди, которым воевать не обязательно. Я имел в виду прежде всего Дэвида Эйзенхауэра, внука Дуайта, который женился на Джулии Никсон… Всегда почему-то называл её Тришей. Наверное, проще критиковать Тришу — само имя подсказывает, что ребёнок родился в сорочке.:80Оригинальный текст (англ.)During the Vietnam War these were people who didn't have to go to war. I was thinking about David Eisenhower, the grandson of Dwight, who married Julie Nixon. I always confused her with Tricia. I guess it's easy to pick on somebody named Tricia. It sounds so silver spoon. Джон Фогерти
В «Don’t Look Now» Фогерти вступил в дискуссию о связи положения дел в стране с судьбой своего поколения (Дуг Клиффорд называл её впоследствии своей любимой песней). Мрачный взгляд на Америку в дни упадка администрации Никсона был представлен в заключительном треке «Effigy»:80.
Репетиции проходили трудно. Джон Фогерти, который имел чёткое представление о том, как должна звучать каждая песня, взял на себя ответственность за всё: песенный материал, аранжировки, продюсерскую работу. По его словам, самое трудное было «убедить остальных <участников группы> в необходимости делать то, чего они делать не хотят, а потом показывать, что сделать это можно было только так, и никак не иначе»:80.
Вышедший в ноябре 1969 года сингл «Down on the Corner» поднялся до #3, «Fortunate Son» (b-сторона) — до #14. К рождеству вышел четвёртый студийный альбом группы Willy and the Poor Boys. Он получил все пять звёзд от рецензента Rolling Stone. Роберт Кристгау (обозреватель Village Voice) писал: «Don’t Look Now включает в себя полный анализ нашей классовой системы, осуществлённый за 2 минуты и 8 секунд»:82. Группа оказалась на вершине Top Singles Artist (с англ. — «Список лучших исполнителей по сингловым показателям») журнала Billboard. Rolling Stone назвал CCR лучшей американской группой года. К началу следующего года альбом Willy and the Poor Boys стал золотым.

#### «Travelling Band» / «Up Around the Bend»
К концу 1969 года стало ясно, что CCR добились за год фантастических результатов. Джон Фогерти вспоминал: «Мы работали в поте лица, ведь нам приходилось соперничать с лучшими группами мира: The Beatles, The Rolling Stones, Led Zeppelin, The Who. У них было всё, у меня же — только мой маленький ансамбль: ни денег, ни аппаратуры, ничего. Всё, что мы имели, это наши песни»:83. «Мы добились всего исключительно благодаря самодисциплине», — говорил Дуг Клиффорд.
В конце 1969 года CCR записали две новых песни: «Travelling Band» и «Who’ll Stop the Rain», вторая из которых, о вьетнамской войне, поддерживала как американских военнослужащих, так и антивоенное движение. Стю и Том здесь исполнили партии бэк-вокала, было сделано несколько дополнительных наложений. «It Came Out of the Sky» стала первым в истории выпадом против Рональда Рейгана, тогдашнего губернатора Калифорнии. Сингл, куда были включены обе композиции, стал в очередной раз «двойным» хитом: «Travelling Band» поднялась до #2 (взойти на вершину ей помешал «Bridge Over Troubled Water» Саймона и Гарфанкла), «Who’ll Stop the Rain» оказался на #13:85. «Travelin’ Band» навлёк на группу обвинения в плагиате, поскольку имел некоторое сходство с «Good Golly Miss Molly» Литтл Ричарда, но конфликт был улажен без судебного разбирательства.
В январе 1970 года на «Фабрику» в Беркли прибыла группа кинематографистов National General Television во главе с Бобом Эйбелем. К 31 января для большого «домашнего» концерта группы в оклендском «Колизее» был подготовлен документальный фильм о Creedence Clearwater Revival, причём концерт было решено в прямой трансляции передавать по местному радио. Накануне CCR пригласили в «Фабрику» для джэма группу Booker T & the MG’s, которую Фогерти называл своей любимой (лишь ударник Эл Джексон не приехал, к большому разочарованию Дуга Клиффорда). Концерт двух групп в «Колизее» перед 15 тысячами зрителей вышел впоследствии под названием The Concert (1980):86. В феврале 1970 года CCR попали на обложку журнала Rolling Stone, но проинтервьюирован был только Джон Фогерти.
Записанный за два дня до выезда в Европу «Up Around the Bend» (c «Run Through the Jungle» на обороте) поднялся в США до #4, в Великобритании (к началу лета) — до #3. При этом по поводу второй из этих двух песен Фогерти пришлось давать объяснения: «джунгли», о которых в ней идёт речь (рассказывал он репортёрам), — это американское общество, и сама песня — скорее, не о вьетнамской, а о неафишируемой «гражданской войне», которая постоянно идёт в США из-за той лёгкости, с какой можно здесь приобрести оружие.
В эти дни Creedence Clearwater Revival часто подвергались угрозам — как в прессе, так и по телефону: пресс-агент Джек Роэр вспоминал, что маньяк, называвший себя Крэйзи Джордж (и утверждавший, что владеет огнемётом!) регулярно звонил в офис с предупреждениями о грядущем побоище. В одной из газет было опубликовано письмо читателя с протестом против «коммунистической» группы из Калифорнии, которая «призывает молодёжь к восстанию»: удивительно, но цитировался там безобидный текст «Up Around the Bend»:89.

#### Европейские гастроли
Начав европейский тур концертами в Голландии, группа выступила в британской телепрограмме Top of the Pops и дала несколько интервью, в которых вынуждена была, в частности, оправдываться за деятельность британских промоутеров, взвинтивших цены на билеты. В Германии лимузин группы был окружён несколькими сотнями фанатов и музыкантам пришлось спасаться:93.
Кульминацией тура стали два концерта в Ройал Алберт-холле, которые даже по стандартам этого зала были выдающимися. «Все: стрэйты и фрики, скинхеды и рокеры — стояли плечом к плечу… Группа играла чисто и точно, а Джон Фогерти просто-таки выдирал с мясом из гитары свои партии, тем более мощные, что на первый взгляд очень простые», — писал еженедельник Melody Maker. «Звучание группы лучше не анализировать: оно просто работает — причём иногда почти на уровне промывания мозгов…», — писал Variety. При этом группа игнорировала все вызовы на бис: Джон Фогерти считал такие выходы «пошлыми» и на этой почве конфликтовал с остальными участниками ансамбля. «Если и слышал я хоть какие-то нарекания в адрес CCR, то касались они чрезмерной краткости наших выступлений», — вспоминал Стю Кук. Джон Фогерти на это отвечал: «Да, Creedence Clearwater Revival играют по 45 минут каждый концерт. И что же? У Бога вообще только один рабочий час в неделю. Да и то, если вы по воскресеньям регулярно посещаете церковь»:94.
При этом все отмечали, что на гастролях группа ведёт себя скромно и сдержанно, разительно отличаясь от основных конкурентов, в частности, Led Zeppelin и The Who. «Мы вели здоровый образ жизни: разве что, немного пива себе позволяли», — вспоминал рабочий сцены Брюс Куц. Гастроли завершились в парижской «Олимпии»:96.

### Cosmo’s Factory
Пятый студийный альбом Cosmo's Factory (названный в честь того самого строения в Беркли, где группа обустроила себе рабочую резиденцию) готовился в спешке. По возвращении из гастролей Джон Фогерти обнаружил, что все лучшие новые песни уже выпустил синглами (включая би-сайды), и осталась лишь одна: «Ramble Tamble» -семиминутная зарисовка американской жизни («…полиция на углу, мусор на тротуаре, актёры в Белом доме»). В альбом вошли кавер-версии: расширенная (до 11 минут) версия «I Heard It Through the Grapevine» Марвина Гэя, классика Sun Records: «Ooby Dooby» и «My Baby Left Me». Сюда же вошли две вещи, созданных в студии: «Lookin' out My Back Door» и «Long as I Can See the Light», которые вышли синглом (он вновь стал золотым).
Cosmo’s Factory вышел в июле 1970 года и разошёлся более чем 3-миллионным тиражом (став четырежды платиновым). Критики отметили, что Джон Фогерти заметно обогатил звуковую палитру: ввёл в звучание слайд-гитару, саксофон, плёночные эффекты, клавишные, собственное вокальное исполнение довёл практически до совершенства («Long As I Can See the Light»). Альбом возглавил чарты по обе стороны океана и при этом достиг #11 в (тогда ещё существовавшем) списке Billboard Soul Albums (подобного двойного успеха не удавалось достичь ни одной поп- или рок-группе). В 2003 году Cosmo’s Factory под #265 вошёл в список «500 Лучших альбомов всех времён» журнала Rolling Stone.

### Pendulum
Джон Фогерти, раздражённый тем, что CCR многие из «серьёзных» критиков стали списывать со счётов, объявляя поп-группой, вознамерился в следующем альбоме доказать противоположное. Pendulum заранее готовился как «настоящий рок-альбом»: здесь появились клавишные, духовые, женский бэк-вокал. Впервые Фогерти тщательно его «конструировал» (до сих пор пластинки составлялись спонтанно из нового материала и попадавшихся под руку каверов). Была включена в альбом и его первая попытка сделать нечто в прог-роке: «Rude Awakening 2».

Всё это лишь усугубило и без того натянутые отношения в группе. 
На запись Pendulum мы потратили месяц, а не две недели, как обычно. Больше было клавишных, да и попытка Джона ввести духовые добавила студийных часов. Решили так: меньше шуму, больше внимания к качеству инструментального звучания. Думаю, мы зашли слишком далеко в этом направлении. «Pagan Baby» и «Have You Ever Seen The Rain» были написаны и сыграны на месте, в ходе одной сессии. Для меня «Pagan Baby» и звучит как концертный фрагмент. Нам потребовался час, чтобы её разучить, и записали мы её с одного захода.Оригинальный текст (англ.)We spent a month on 'Pendulum' instead of two weeks. More keyboards, and John's attempt at horns added up the hours. We were looking for a bit less of a roar and more instrument definition. I feel it was too far that direction, though. "Pagan Baby" and "Have You Ever Seen The Rain" were written and rehearsed on the spot during the course of one of the sessions. To me "Pagan Baby" sounds just like a live cut. In fact it only took us an hour to learn and we did it in just one take. Стю Кук, New Musical Express. 30 января 1971
10 июля 1970 года CCR вышли в тур Mondo Bizzaro 1. После него сумма предварительных заказов на альбом превысила миллион. Группа получила свой пятый платиновый диск ещё до выхода альбома. После распада The Beatles Creedence Clearwater Revival были официально объявлены самой коммерчески успешной группой мира.
До этих пор Creedence Clearwater Revival избегали паблисити, полагаясь лишь на поддержку фэнов и авторитет среди музыкальных специалистов. Теперь Джон Фогерти решил изменить положение дел: в декабре альбом Pendulum вышел с книгой «The Inside Creedence» Джона Холлиуолла: сумма предварительных заказов на неё составила 40 тысяч. В январе 1971 года вышел «Have You Ever Seen The Rain»/«Hey Tonight» и стал восьмым по счёту золотым синглом группы.

### Mardi Gras
В конце 1970 года CCR собрали множество международных наград и призов: «Best Album Artist of 1970» (Billboard), «Top International Pop Group» (New Musical Express); «Top Pop Group» (США, Англия, Канада, Германия, Франция, Швейцария, Израиль, Норвегия — согласно Billboard International Poll); Best Foreign Group (по опросу среди итальянских рок-критиков) и др.
Между тем, отношения внутри коллектива резко ухудшились. В феврале 1971 года, несмотря на запоздалые попытки Джона ввести элемент демократичности в процесс работы, из группы ушёл Том Фогерти. Несколько раз он уже делал это, но на этот раз принял окончательное решение. Некоторое время члены группы рассматривали варианты с заменой, но, как сказал Джон в интервью австралийскому ТВ, «никакой новый участник не выдержит жизни в Creedence». Группа решила продолжить существование как трио, причём Джон настоял на том, чтобы Стю и Дуг внесли равный с ним вклад в запись следующего альбома. Уже в марте он проинформировал Кука и Клиффорда о том, что группа будет продолжать свою деятельность только в «демократическом» варианте, однако, предупредил, что для песен Кука и Клиффорда будет готовить партии ритм-гитары, не более (чем значительно испортил общее впечатление от «демократических реформ»).
В июле 1971 года сингл «Sweet Hitch-Hiker» (с «Door to Door», песней Стю Кука на обороте) поднялся до #6 в США. Creedence Clearwater Revival втроём вышли в тур Mondo Bizzaro 2, по окончании которого вылетели в Европу, где провели (в сентябре) свои вторые большие гастроли. В начале 1972 года группа дала концерты в Новой Зеландии, Австралии и Японии, а в марте, по возвращении, выпустила сингл «Someday Never Comes» (композиция Фогерти, с «Tearin' Up The Country», песней Клиффорда, на обороте), который даже не вошёл в американскую двадцатку.
В апреле 1972 года Фогерти, Кук и Клиффорд выпустили свой седьмой и последний альбом Mardi Gras (куда вошли лишь три песни Фогерти) поднялся в США до #12 и впоследствии стал золотым. Однако реакция критиков была крайне негативной: обозреватель Rolling Stone Джон Ландау назвал Mardi Gras «худшим альбомом, который когда-либо выпускала великая группа». 16 октября 1972 года (по окончании Mardi Gras Spring Tour) Creedence Clearwater Revival официально распались.

## После распада
После распада группы Fantasy Records выпустили несколько сборников, в частности, компиляцию ранних записей The Golliwogs (в 1975 году). Большой успех имел Chronicle, Vol. 1 (1976), куда вошли двадцать хит-синглов CCR. В 1981 году лейбл выпустил The Royal Albert Hall Concert, который, вопреки заголовку, оказался записью выступления группы в Окленде, Калифорния, в 1970 году. Последующие перевыпуски пластинки назывались просто The Concert.
Успех Creedence Clearwater Revival принёс лейблу Fantasy и его владельцу Солу Зэнцу огромные деньги. В 1971 лейбл отстроил себе новую штаб-квартиру в доме 2600 на Тенс-стрит в Беркли. Зэнц успешно проявил себя на поприще кинопродюсера — в частности, финансировал такие фильмы, как «One Flew Over the Cuckoo’s Nest» («Пролетая над гнездом кукушки»), «Amadeus» («Амадей») и «The English Patient» («Английский пациент»). В 2004 году он продал Fantasy в собственность Concord Records, компании, которая в качестве жеста доброй воли выполнила все те контрактные обязательства, которые в течение сорока лет оставались невыполненными, и выплатил музыкантам удерживавшиеся авторские отчисления.
Тем не менее, участники Creedence Clearwater Revival, заработавшие для Зэнца и Fantasy целое состояние, сами практически оказались банкротами. Фогерти винил бывшего менеджера во всех этих бедах, но Стю Кук (юрист по образованию) утверждал, что в финансовом крахе CCR был виноват прежде всего сам лидер группы, который сначала подписал самый кабальный рекорд-контракт в новейшей истории американского рока, затем отклонил предложение Fantasy по улучшению условий (из-за чего потерял, как было подсчитано, 50 миллионов $):75 и наконец санкционировал офшорную авантюру Зэнца. Прежде чем Castle Bank в Нассау лопнул, Зэнц и его ассистенты успели изъять оттуда свою долю, но заработки и сбережения четырёх участников CCR «растворились» вместе с банком. В 1978 году начались пятилетние судебные слушания по этому делу, и в конечном итоге калифорнийский суд в апреле 1983 года присудил музыкантам компенсацию размером 8,6 миллиона долларов. Но эта юридическая победа принесла им лишь моральное удовлетворение: реальных денег они так и не получили.

### Джон Фогерти
Джон Фогерти начал сольную карьеру в 1972 году под псевдонимом The Blue Ridge Rangers — синглом «Blue Ridge Mountain Blues», за которым последовал альбом The Blue Ridge Rangers, сборник кавер-версий песен кантри и госпел. По условиям прежнего контракта Фогерти был должен Fantasy ещё восемь альбомов, но в конечном итоге отказался сотрудничать с лейблом. Конфликт был улажен лишь после того, как Дэвид Гиффен (тогда — глава Asylum Records) выкупил контракт Фогерти за 1 000 000 $.
Первым большим сольным хитом Джона Фогерти стал альбом Centerfield, в 1985 году возглавивший американские списки. Однако тур 1986 года был омрачен протестами зрителей: Фогерти по-прежнему отказывался играть старые песни CCR, чтобы не платить за них Зэнцу, владельцу авторских прав. Конфликт с бывшим менеджером обострился после того, как последний обвинил Фогерти в автоплагиате (сочтя, что «The Old Man Down the Road» очень похожа на «Run Through the Jungle», песню, правами на которую владел по-прежнему Fantasy). Суд решил дело в пользу Фогерти, однако заставил последнего отредактировать песни «Mr. Greed» и «Zanz Kant Danz», написанные о Зэнце (вторая из них стала после этого называться «Vanz Kant Danz»).
19 февраля 1987 года на концерте в лос-анджелесском Palomino Club Фогерти снял с себя (наложенный в 1972 году) «обет» — уговорили его сделать это Боб Дилан и Джордж Харрисон («Если так и будет продолжаться, весь мир так и поверит в то, что „Proud Mary“ — песня Тины Тёрнер…»). 4 июля 1987 года на концерте для ветеранов вьетнамской войны Фогерти наконец-то, к восторгу аудитории, исполнил хиты Creedence.
В конце 1980-х годов Джон Фогерти отошёл от активной музыкальной деятельности, но вернулся в 1997 году с альбомом Blue Moon Swamp, за который получил Грэмми, после чего продолжил гастролировать, исполняя как новый материал, так и песни CCR. После того, как Зэнц ушел из Fantasy, Фогерти подписал новый контракт с Concord/Fantasy. В 2005 году лейбл выпустил The Long Road Home, сборник классических треков Creedence и Фогерти. Его последний полностью авторский альбом, Revival, вышел на Fantasy 2 октября 2007 года (14 место в Billboard 200) и ознаменовал (согласно рецензии USA Today) «…триумфальное возвращение к идеалам choogling/swamp-рока»
. В 2009 году Фогерти реанимировал проект Blue Ridge Rangers и в сентябре выпустил альбом Rides Again (24 место в Billboard 200) — подборку ностальгических перепевок кантри- и свомп-песен (включая одну собственную — «Change In The Weather»). В записи альбома приняли участие Брюс Спрингстин и музыканты Eagles.

#### Том Фогерти, Стю Кук, Дуг Клиффорд
Том Фогерти первым из участников CCR начал сольную деятельность: в 1971 году вышел его сингл «Goodbye Media Man», за которым последовал альбом Tom Fogerty (1972). Zephyr National (1974) стал последним его альбомом, в работе над которым приняли участие все участники CCR (включая Джона: последний, правда, микшировал свои партии отдельно от остальных). Ни один из релизов Тома Фогерти не имел коммерческого успеха.
В сентябре 1990 году Том Фогерти умер от СПИДа, которым заразился при переливании крови во время операции. До последних дней он не общался с братом, но поддерживал тесные дружеские отношения с Куком и Клиффордом (второй из них даже снял домик в Скоттсдейле, Аризона, чтобы находиться поближе к Тому Фогерти в его последние дни).
Официального воссоединения четырёх участников группы так и не состоялось, если не считать джэма, который все четверо сыграли на свадьбе Тома Фогерти 19 октября 1980 года. Кроме того, Джон, Стю и Дуг сыграли вместе на 20-й встрече выпускников школы Эль-Серрито в 1983 году, но под своим старым названием, The Blue Velvets.
В 1993 году Creedence Clearwater Revival были введены в Зал славы рок-н-ролла, но к этому времени из-за многочисленных судебных разбирательств Джон Фогерти уже наотрез отказывался играть с Куком и Клиффордом. Вдова Триша Фогерти принесла урну с прахом мужа на церемонию, надеясь на сценическое «воссоединение» троих участников CCR, но Дуга и Стю даже не пригласили на сцену: Фогерти сыграл здесь со звёздным составом, в котором приняли участие Брюс Спрингстин и Робби Робертсон.
В 1995 году Дуг Клиффорд и Стю Кук организовали группу под названием Creedence Clearwater Revisited и провели кругосветное турне, исполняя классические хиты CCR. Джон Фогерти некоторое время пытался через суд заставить их изменить название, но потерпел поражение. С тех пор он не общается с Клиффордом и Куком.

## Историческое значение
Creedence Clearwater Revival оказали огромное влияние на развитие рок-музыки. Группа наряду с такими коллективами, как The Allman Brothers Band и Lynyrd Skynyrd стала одним из основоположников стиля южный рок. Эдж (U2) называл их «последней истинно американской рок-группой». Песни Фогерти считаются классикой рока и были перепеты бессчётным числом музыкантов. Интерес к «Fortunate Son» особенно возрастает всякий раз, когда Америка вступает в военные действия. Новая концертная версия «Fortunate Son» была недавно издана на сборнике 2005 года Джона Фогерти, в котором присутствуют и его сольные хиты, и песни Creedence Clearwater Revival. В 2004 кавер на «Fortunate Son» сделал хип-хоп-музыкант Уиклеф Джин (Wyclef Jean).
Три альбома Creedence Clearwater Revival (Green River, Willy And The Poor Boys, Cosmo’s Factory) вошли в список 500 лучших альбомов всех времён журнала «Rolling Stone».

### Музыка CCR в популярной культуре
Песни Creedence Clearwater Revival часто использовались в фильмах и телесериалах. В 1998 году в мини-сериале HBO «From the Earth to the Moon» эпизод прилунения Конрада и Бина сопровождается «Up Around the Bend». (Песня была выпущена через 5 месяцев после миссии Apollo 13). В этом же сериале звучит песня «Bad Moon Rising». Музыка группы использовалась также в сериалах «Married With Children», «Stargate SG-1», «Декстер», «Сверхъестественное», Las Vegas, «That '70s Show», «Cold Case», «Alias», «My name is Earl», а также в сериале «Винил» телеканала HBO.
В фильме Крепкий орешек 4 (Die Hard 4.0; также Live Free or Die Hard) используется песня CCR «Fortunate Son», которая играет в эпизоде в машине главного героя, где он прямо говорит, что Creedence — это классика рока, впоследствии песня играет также при заключительных титрах картины. Также группа CCR является любимой группой Чувака в фильме «Большой Лебовски».
Несколько песен Creedence были включены в фильм «Dog Soldiers», альтернативное название которого — «Who’ll Stop the Rain».
«Bad Moon Rising» звучит в фильме «An American Werewolf in London» (1981 год), а «Born on the Bayou» открывает фильм «The Return of Swamp Thing» (1988 год).
В числе фильмов, где использована музыка CCR:
- «Apocalypse Now» («Suzie Q»)
- «Форрест Гамп»
- «Большой Лебовски»
- «Крепкий орешек 4.0»
- «Маньчжурский кандидат» («Fortunate Son»)
- «Эйр Америка» («Run Through the Jungle»)
- «Майкл»
- «My Fellow Americans»
- «Mr. Woodcock»
- «Эван всемогущий»
- «Реальные кабаны»
- «Там, где бродит бизон» («Keep On Chooglin'» — 7:43)
- «We Are Marshall»
- «My Girl, Blade»
- «The Waterboy»
- «Солдаты неудачи» («Run Through the Jungle» — 3:05)
- «Remember the Titans»
- «Twilight Zone: The Movie»
- «December Boys»
- «Road House»
- «The Ballad of Jack and Rose»
- «O Homem Que Copiava»
- «Трудная мишень»
- «Рождённый четвёртого июля»
- «Stop Loss»
- «The Longest Yard»
- «Гонзо: Жизнь и творчество доктора Хантера С. Томпсона».
- В фильме «State of play» (2009 год) в финале была использована «Long As I Can See the Light».
- «Отряд самоубийц» («Fortunate Son»)
- «Конг: Остров черепа» (2017) («Bad Moon Rising» и «Run Through the Jungle»)[27]

Болельщики шотландского клуба «Данди Юнайтед» каждый забитый гол на домашнем поле празднуют исполнением «Up Around the Bend».
Песня Fortunate Son является фактически символом Вьетнамской Войны в играх. Является одной из игровых тем в Battlefield Vietnam, играет в тизере-анонсе на E3 игры Battlefield: Bad Company 2 - Vietnam, играет один раз в игре Call of Duty: Black Ops во время боевых действий во Вьетнаме.
Также песня Fortunate Son дважды была использована в игре BioShock Infinite в виде пасхального яйца.
Песня «Green River» звучит в популярной игре Grand Theft Auto: San Andreas, на вымышленной радиостанции K-DST.

## Участники
- Джон Фогерти — ведущий вокал, соло-гитара, клавишные, губная гармошка, саксофон (1959—1972)
- Том Фогерти — ритм-гитара, бэк и ведущий вокал (1959—1971; умер в 1990)
- Стю Кук — бас-гитара, бэк и иногда ведущий вокал, клавишные (1959—1972)
- Дуг Клиффорд — ударные, перкуссия, бэк и иногда ведущий вокал (1959—1972)

## Дискография The Blue Velvets
| Название                    | Автор(ы)           | Каталожный номер | Записано   | Место                                 | Выпущено     | Вокал       | Продюсер |
| --------------------------- | ------------------ | ---------------- | ---------- | ------------------------------------- | ------------ | ----------- | -------- |
| «Come on Baby»              | Том Фогерти        | OA-6177          | Конец 1961 | Orchestra Studios, Окленд, Калифорния | Октябрь 1961 | Том Фогерти |          |
| «Oh My Love»                | Том Фогерти        | OA-6177          | Конец 1961 | Orchestra Studios, Окленд, Калифорния | Октябрь 1961 | Том Фогерти |          |
| «Have You Ever Been Lonely» | Джон Фогерти       | Oa-611010        | Конец 1961 | Orchestra Studios, Окленд, Калифорния | Начало 1962  | Том Фогерти |          |
| «Bonita»                    | Джон и Том Фогерти | OA-611010        | Конец 1961 | Orchestra Studios, Окленд, Калифорния | Начало 1962  | Том Фогерти |          |
| «Yes You Did»               | Том Фогерти        | OA-6252 201      | 1962       | Orchestra Studios, Окленд, Калифорния | Июнь 1962    | Том Фогерти |          |
| «Now You’re Not Mine»       | Джон Фогерти       | OA-6252 201      | 1962       | Orchestra Studios, Окленд, Калифорния | Июнь 1962    | Том Фогерти |          |

## Дискография The Golliwogs
| Название                               | Автор(ы)           | Каталожный номер         | Записано      | Студия                                     | Выпущено      | Вокал                        | Примечания                                                                     |
| -------------------------------------- | ------------------ | ------------------------ | ------------- | ------------------------------------------ | ------------- | ---------------------------- | ------------------------------------------------------------------------------ |
| «Don’t Tell Me No Lies»                | Джон и Том Фогерти | Fantasy 590              | Середина 1964 | Fantasy Studios, Беркли, Калифорния        | Ноябрь 1964   | Джон и Том Фогерти           |                                                                                |
| «Little Girl (Does Your Momma Know)»   | Джон и Том Фогерти | Fantasy 590              | Середина 1964 | Fantasy Studios, Беркли, Калифорния        | Ноябрь 1964   | Том Фогерти                  |                                                                                |
| «Where You Been»                       | Джон и Том Фогерти | Fantasy 597              | Январь 1965   | Fantasy Studios, Беркли, Калифорния        | Апрель 1965   | Том Фогерти                  |                                                                                |
| «You Came Walking»                     | Джон и Том Фогерти | Fantasy 597              | Январь 1965   | Fantasy Studios, Беркли, Калифорния        | Апрель 1965   | Том Фогерти                  |                                                                                |
| «You Can’t Be True»                    | Джон и Том Фогерти | Fantasy 599              | Апрель 1965   | Fantasy Studios, Беркли, Калифорния        | Июль 1965     | Джон Фогерти                 |                                                                                |
| «You Got Nothin' on Me»                | Джон и Том Фогерти | Fantasy 599              | Апрель 1965   | Fantasy Studios, Беркли, Калифорния        | Июль 1965     | Джон и Том Фогерти           |                                                                                |
| «I Only Met You Just an Hour Ago»      | Джон и Том Фогерти |                          | Апрель 1965   | Fantasy Studios, Беркли, Калифорния        | 2001          | Джон Фогерти                 |                                                                                |
| «Brown-Eyed Girl»                      | Джон и Том Фогерти | Scorpio 404              | Август 1965   | Fantasy Studios, Беркли, Калифорния        | Ноябрь 1965   | Джон Фогерти                 |                                                                                |
| «You Better Be Careful»                | Джон и Том Фогерти | Scorpio 404              | Август 1965   | Fantasy Studios, Беркли, Калифорния        | Ноябрь 1965   | Джон Фогерти с Томом Фогерти |                                                                                |
| «Gonna Hang Around»                    | Джон и Том Фогерти |                          | Ноябрь 1965   | Fantasy Studios, Беркли, Калифорния        | 2001          | Джон Фогерти                 |                                                                                |
| «Fight Fire»                           | Джон и Том Фогерти | Scorpio 405              | Февраль 1966  | Fantasy Studios, Беркли, Калифорния        | Март 1966     | Джон Фогерти                 |                                                                                |
| «Fragile Child»                        | Джон и Том Фогерти | Scorpio 405              | Февраль 1966  | Fantasy Studios, Беркли, Калифорния        | Март 1966     | Джон Фогерти                 |                                                                                |
| «Try Try Try»                          | Джон и Том Фогерти |                          | Февраль 1966  | Fantasy Studios, Беркли, Калифорния        | 2001          | Джон и Том Фогерти           |                                                                                |
| «She Was Mine»                         | Джон и Том Фогерти |                          | Начало 1966   | Fantasy Studios, Беркли, Калифорния        | 2001          | Джон Фогерти                 |                                                                                |
| «Instrumental No. 1»                   | Джон и Том Фогерти |                          | Начало 1966   | Fantasy Studios, Беркли, Калифорния        | 2001          |                              |                                                                                |
| «Action USA»                           |                    | рекламный ролик на радио | Июнь 1966     |                                            |               |                              |                                                                                |
| «Little Tina»                          | Джон и Том Фогерти |                          | Середина 1966 | Fantasy Studios, Беркли, Калифорния        | 2001          | Джон Фогерти                 |                                                                                |
| «Walking on the Water»                 | Джон и Том Фогерти | Scorpio 408              | Август 1966   | Fantasy Studios, Беркли, Калифорния        | Сентябрь 1966 | Джон Фогерти                 | перезаписан под названием «Walk on the Water» для Creedence Clearwater Revival |
| «You Better Get It Before It Gets You» | Джон и Том Фогерти | Scorpio 408              | Август 1966   | Fantasy Studios, Беркли, Калифорния        | Сентябрь 1966 | Джон Фогерти                 |                                                                                |
| «Tell Me»                              | Джон Фогерти       | Scorpio 410, отменён     | Май 1967      | Fantasy Studios, Беркли, Калифорния        | 2001          | Джон Фогерти                 |                                                                                |
| «You Can’t Be True»                    | Джон и Том Фогерти | Scorpio 410, отменён     | May 1967      | Fantasy Studios, Беркли, Калифорния        | 2001          | Джон Фогерти                 |                                                                                |
| «Porterville»                          | Джон Фогерти       | Scorpio 412              | Октябрь 1967  | Coast Recorders, Сан-Франциско, Калифорния | Ноябрь 19671  | Джон Фогерти                 | продюсер Джон Фогерти, позже выпущен на Creedence Clearwater Revival           |
| «Call it Pretending»                   | Джон Фогерти       | Scorpio 412              | Октябрь 1967  | Coast Recorders, Сан-Франциско, Калифорния | Ноябрь 19672  | Джон Фогерти                 | продюсер Джон Фогерти                                                          |

1. ↑ После выпуска в качестве А-сайда последнего сингла Golliwogs этот трек был переиздан в январе 1968 года в качестве а-сайда первого сингла под именем Creedence Clearwater Revival. В июле 1968 года он был включён в первый альбом Creedence Clearwater Revival.
2. ↑ После выпуска в качестве Би-сайда последнего сингла Golliwogs, этот трек был переиздан в январе 1968 года в качестве би-сайда первого сингла под именем Creedence Clearwater Revival.

## Дискография Creedence Clearwater Revival
- Creedence Clearwater Revival — Fantasy, июль 1968
- Bayou Country — Fantasy, январь 1969
- Green River — Fantasy, август 1969
- Willy and the Poor Boys — Fantasy, ноябрь 1969
- Cosmo’s Factory — Fantasy, июль 1970
- Pendulum — Fantasy, декабрь 1970
- Mardi Gras — Fantasy, апрель 1972